# اتفاقية الرهائن
الاتفاقية الدولية لمناهضة أخذ الرهائن المعروفة أيضا باسم اتفاقية الرهائن هي معاهدة تابعة للأمم المتحدة حيث وافق الأعضاء على حظر ومعاقبة احتجاز الرهائن. تتضمن المعاهدة تعريفات «الرهينة» و«احتجاز الرهائن» وتحدد مبدأ التسليم أو المحاكمة للأعضاء في المعاهدة ويجب أن محاكمة رهينة إذا طلبت أي دولة أخرى له أو لها لتسليم المجرمين للمحاكمة لنفس الجريمة.

## الإنشاء ودخولها حيز النفاذ
كان إنشاء معاهدة مكافحة احتجاز الرهائن مشروع بدأته جمهورية ألمانيا الاتحادية في عام 1976. اعتمدت الاتفاقية في 17 ديسمبر 1979 قبل صدور القرار 34/1461 من قبل الجمعية العامة للأمم المتحدة. بحلول نهاية عام 1980 كان قد تم التوقيع عليها من قبل 39 دولة ودخلت حيز التنفيذ في 3 يونيو 1983 بعد أن صدقت عليها 22 دولة. اعتبارا من ديسمبر 2014 فإن اتفاقية تضم 174 دولة.

## الأعضاء
الاتفاقية تضم 174 عضو منهم 173 عضو من الدول الأعضاء في الامم المتحدة بالإضافة إلى نييوي. 20 دولة من أعضاء الأمم المتحدة ليست طرفا في المعاهدة وهي:
- أنغولا
- بوروندي
- الكونغو
- جمهورية الكونغو الديمقراطية
- تيمور الشرقية
- إرتريا
- غامبيا
- إندونيسيا
- إسرائيل
- المالديف
- ناميبيا
- ساموا
- جزر سليمان
- الصومال
- جنوب السودان
- سوريا
- توفالو
- فانواتو
- زامبيا
- زيمبابوي

هذه الدول العشرين وقعت على الاتفاقية ولكن لم تصدق من قبل جمهورية الكونغو الديمقراطية وإسرائيل. تشتمل على أعضاء ليسوا بدول مثل الكرسي الرسولي وجزر كوك (على الرغم من تصديق نيوزيلندا على أن ذلك ينطبق على جزر كوك ونييوي (ولكن ليس توكيلاو)).

### الأعضاء السابقين
تشمل الدول الأعضاء السابقين مثل تشيكوسلوفاكيا وألمانيا الشرقية ويوغوسلافيا. منذ ذلك الحين نجحت عدة دول في التصديق عن طريق دول جديدة حيث صدقت صربيا باسم صربيا والجبل الأسود وروسيا مثل الاتحاد السوفيتي وبيلاروسيا باسم جمهورية بيلاروسيا الاشتراكية السوفيتية وأوكرانيا باسم جمهورية أوكرانيا الاشتراكية السوفيتية.